# Saint-Aubin-d'Arquenay
Saint-Aubin-d'Arquenay é uma comuna francesa na região administrativa da Normandia, no departamento Calvados. Estende-se por uma área de 3,3 km². Em 2010 a comuna tinha 1 083 habitantes (densidade: 328,2 hab./km²).